# 早起き一番!山本元気がんばりま〜す!!
早起き一番!山本元気がんばりま〜す!!（はやおきいちばんやまもとげんきがんばりまーす）はニッポン放送アナウンサーの山本元気がパーソナリティを務め、1993年5月から1996年3月に放送されていた番組である。
阪神・淡路大震災の際に、聴取者から普段使っていないラジオ受信機を募り、それを被災者に届ける企画を行った。

## アシスタント
（2人とも放送当時はニッポン放送アナウンサー）
- 初代：根岸紀子
- 2代目：田代優美

## 主なコーナー
- 平成懺悔室

採用されると元気パンツがもらえた
| ニッポン放送 平日 5:00～6:30    | ニッポン放送 平日 5:00～6:30        | ニッポン放送 平日 5:00～6:30             |
| 前番組                          | 番組名                              | 次番組                                   |
| ------------------------------- | ----------------------------------- | ---------------------------------------- |
| 朝からたいへん!つかちゃんでーす | 早起き一番!山本元気がんばりま〜す!! | いまに哲夫のジョイフルモーニングニッポン |